# Карфили (град)
Карфѝли (на английски: Caerphilly; на уелски: Caerffili, Кайрфѝли, звуков файл и буквени символи за английското произношение ) е град в Южен Уелс, графство Карфили. Разположен е в долината Римни Вали на около 10 km на север от централната част на столицата Кардиф. Има жп гара. Архитектурна забележителност е замъка Карфили Касъл, построен през 13 век. Карфили е най-големият град в графство Карфили. Населението му е 31 060 жители според данни от преброяването през 2001 г.